# 卢河镇
卢河镇，原为卢河乡，是中华人民共和国甘肃省陇南市西和县下辖的一个乡镇级行政单位。2018年3月撤乡设镇。区划代码改为621225114 。

## 行政区划
卢河镇下辖以下地区：
董河村、花石村、大山村、草关村、歇台村、王坝村、王堡村、薛集村、陈山村、王窑村、玉明村、吕窑村、卢河村、丁钱村、草川村、山岔村和石泉村。